# (7462) Grenoble
(7462) Grenoble es un asteroide perteneciente al cinturón de asteroides descubierto el 20 de noviembre de 1984 por Edward Bowell desde la Estación Anderson Mesa (condado de Coconino, cerca de Flagstaff, Arizona, Estados Unidos).

## Designación y nombre
Designado provisionalmente como 1984 WM1. Fue llamado así por la ciudad francesa, ubicada en las estribaciones de los Alpes occidentales. Originalmente centro de la población indígena de los Alóbroges, Grenoble tomó su nombre de "Gratianopolis", del emperador romano Flavio Graciano (375-383). Pasó a formar parte del reino francés en el siglo XIII. Grenoble es hoy un centro industrial y de investigación muy importante. Algunas de sus instalaciones e instituciones científicas están conectadas con la prestigiosa Universidad Joseph Fourier: un acelerador sincrotrón, el observatorio astronómico, la sede del Instituto de Radioastronomía Milimétrica, el laboratorio de glaciología y el nuevo laboratorio de ciencias planetarias.

## Características orbitales
Grenoble está situado a una distancia media del Sol de 2,268 ua, pudiendo alejarse hasta 2,517 ua y acercarse hasta 2,020 ua. Su excentricidad es 0,110 y la inclinación orbital 5,760 grados. Emplea 1247,78 días en completar una órbita alrededor del Sol.
Pertenece a la familia de asteroides de (2076) Levin.

## Características físicas
La magnitud absoluta de Grenoble es 14,02. Tiene 5,302 km de diámetro y su albedo se estima en 0,168.